# Coppa Agostoni 1952
La Coppa Agostoni 1952, settima edizione della corsa, si svolse il 22 ottobre 1952 su un percorso di 193 km. La vittoria fu appannaggio dell'italiano Ezio Bicocca, che completò il percorso in 5h03'33", precedendo i connazionali Angelo Coletto e Pietro Giudici.

## Ordine d'arrivo (Top 5)
| Pos. | Corridore      | Squadra      | Tempo    |
| ---- | -------------- | ------------ | -------- |
| 1    | Ezio Bicocca   | Fréjus       | 5h03'33" |
| 2    | Angelo Coletto | Fréjus       | s.t.     |
| 3    | Pietro Giudici | Ganna-Ursus  | s.t.     |
| 4    | Walter Serena  | Welter-Ursus | s.t.     |
| 5    | Ampelio Rossi  | Fréjus       | s.t.     |